# Calceolaria
Calceolaria is de botanische naam van een geslacht van tweezaadlobbige planten. Met een aantal soorten wordt veel gekweekt en er zijn veel kruisingen als sierplant op de markt, onder de naam pantoffelplant.

## Indeling
Dit geslacht werd vroeger ingedeeld in de helmkruidfamilie (Scrophulariaceae) maar in navolging van onderzoek door Olmstead & al. uit 2001 worden ze veelal in de familie Calceolariaceae ondergebracht.

## Verspreiding
Calceolaria heeft een ruim verspreidingsgebied. De plantensoorten komen voor in Midden-Amerika, in het vlakke gedeelte van het westen van Zuid-Amerika en in de berggebieden van Zuid-Amerika. De verspreiding loopt geografisch gezien van Mexico tot Vuurland. De meeste soorten komen voor in het zuiden van Ecuador en in Peru in de departementen Amazonas en Cajamarca. Naar het noorden neemt de soortenrijkheid af.

## Beschrijving
De soorten zijn meestal kruidachtige, één- of meerjarige planten. Enkele soorten zijn struiken. De bladeren zijn tegenoverstaand en getand of gaafrandig. De bloemen zijn viertallig en hebben normaal gesproken twee bloemdekbladen. Ze bieden geen nectar. Het vruchtbeginsel bevindt zich half onder de bloem. De onderkroonbladen hebben de typerende pantoffelvorm en de kroonrij is tweelippig, met een mondvormige opening. De bloemkleur varieert van rood, oranje, geel en bruin tot purper.
Als de mond sterk gesloten is, wordt de plant door hommels bestoven — staat de mond sterk open, dan zijn bijen de bestuivers. De insecten die de bloemen bezoeken, worden hiervoor beloond met olie en pollen. In elke bloem bevinden zich twee stempels, die er bij bevruchting voor zorgen dat er doosvruchtjes ontstaan, die talrijke kleine zaden bevatten.

## Soorten
Tot dit geslacht behoren tussen de 240 en 275 soorten. Een selectie hieruit is:

Calceolaria bilatata in de botanische tuin van Aarhus (Denemarken)

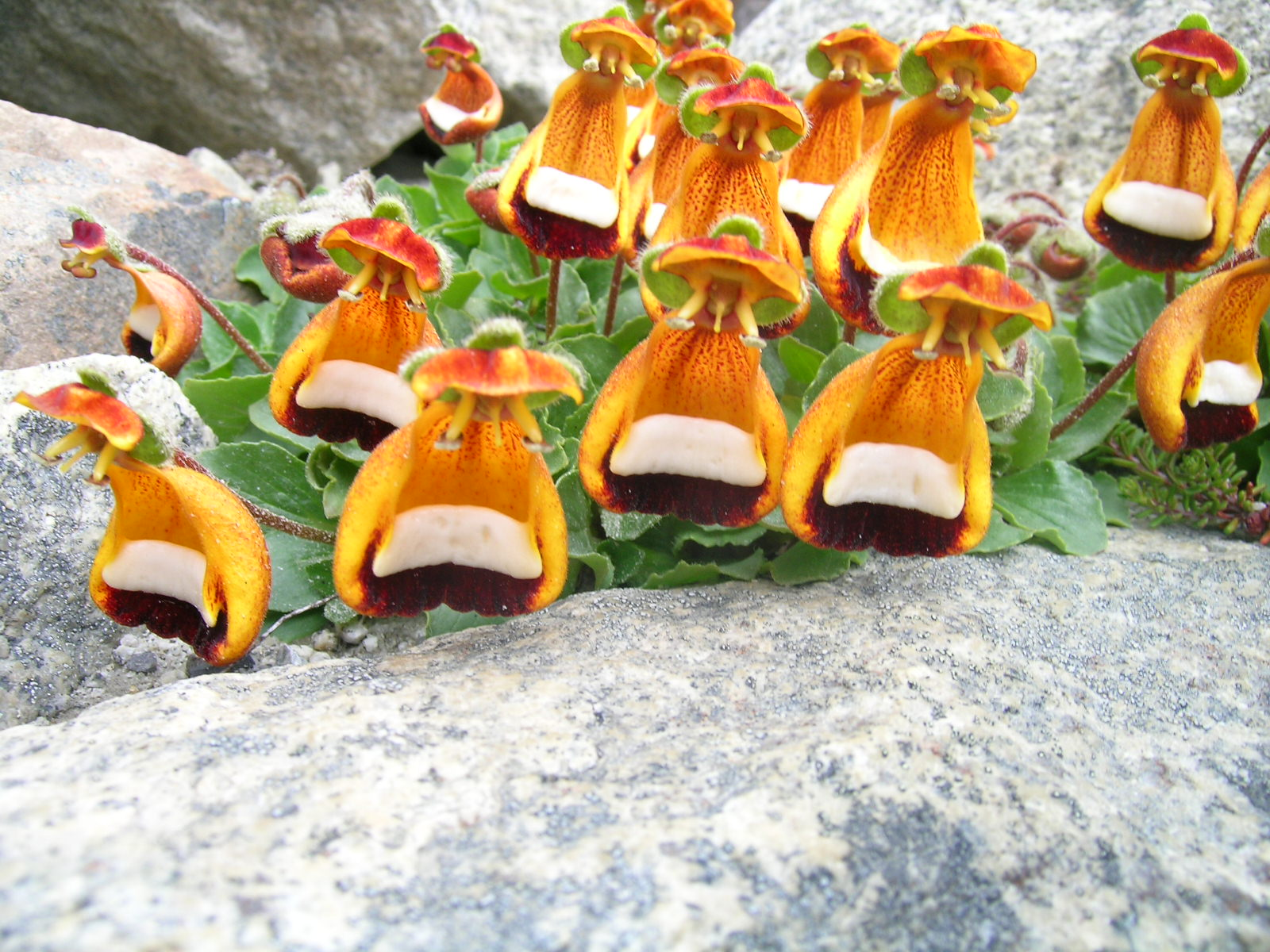
Calceolaria uniflora in Torres del Paine (Chili)

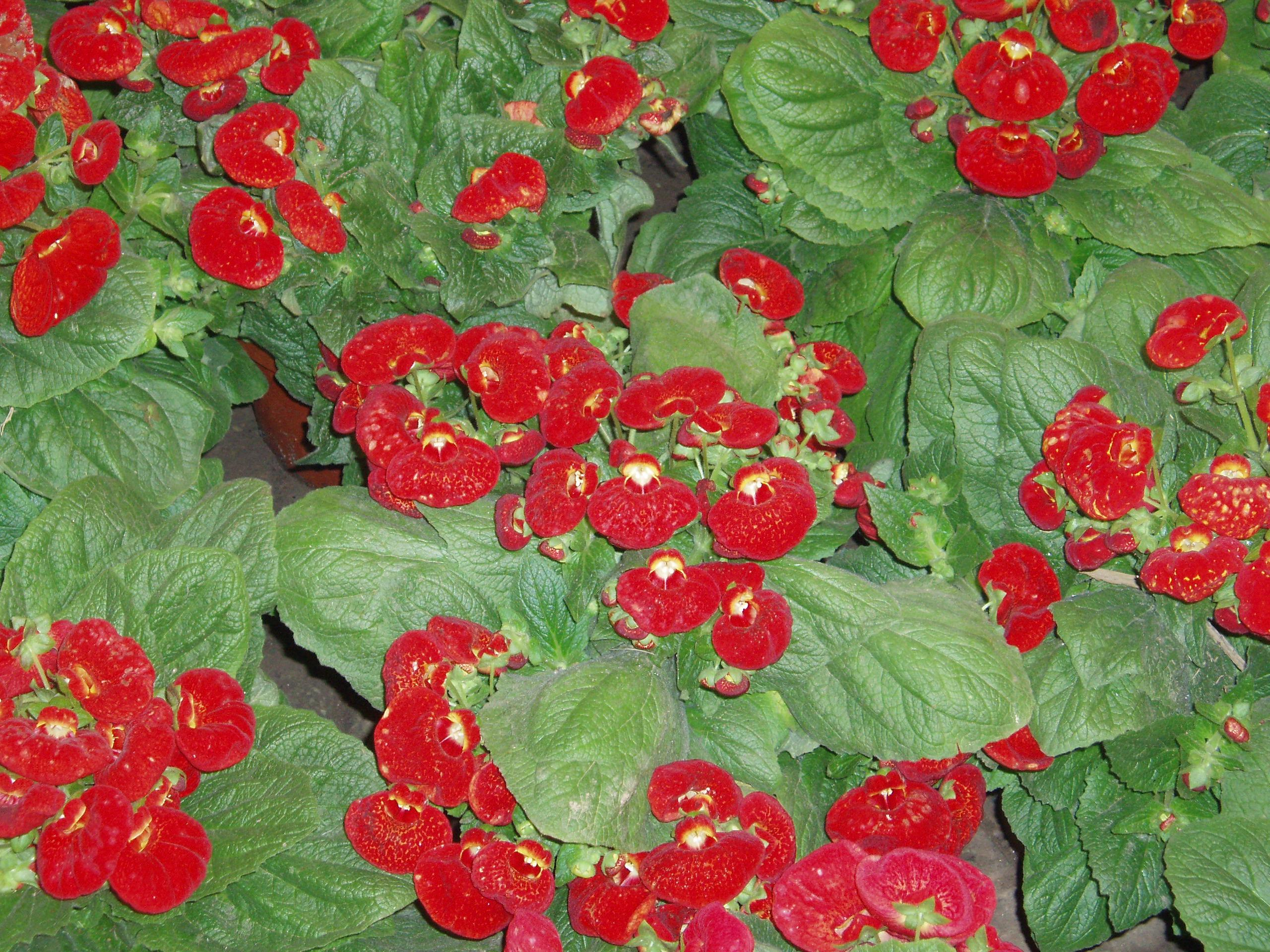
Calceolaria ×herbeohybrida in Duitsland

### Kruidachtige planten
| - C. abscondita - C. adscendens - C. alba - C. ambigua - C. andina - C. aquatica - C. arachnoidea - C. asperula - C. atrovirens - C. biflora - C. bilatata - C. cana - C. cavanillesii - C. chelidonioides - C. cheiranthoides - C. collina - C. corymbosa - C. crassifolia - C. crenatiflora - C. densifolia - C. dentata - C. exigua - C. filicaulis - C. fothergillii - C. germainii | - C. glabrata - C. glandulifera - C. glandulosa - C. glutinosa - C. ×herbeohybrida (de kamerpantoffelplant) - C. integrifolia (de tuinpantoffelplant) - C. lanceolata - C. lanigera - C. latifolia - C. lepida - C. mendocina - C. mexicana - C. mimuloides - C. miserrima - C. montana - C. nudicaulis - C. oliganta - C. paposana - C. pallida - C. paralia - C. pavonii - C. petiolaris - C. picta - C. pinifolia - C. pinnata | - C. polyrrhiza (synoniem: Fagelia polyrhiza) - C. pseudo-glandulosa - C. pubescens - C. pulchella - C. purpurea - C. quadriradiata - C. racemosa - C. recta - C. rugosa - C. rupicola - C. salicifolia - C. scabiosifolia - C. segethi - C. sessilis - C. spathulla - C. stellariifolia - C. tenera - C. thyrsifolia - C. tripartita (synoniem: C. gracilis) - C. undulata - C. uniflora (synoniem: C. darwinii) - C. valdiviana - C. volckmanniana - C. wettsteineriana - C. williamsii |

### 29 struikachtige soorten (uit Ecuador boven de 240 m)
| - C. adenanthera - C. australis - C. bentae - C. brachiata - C. commutata - C. comosa - C. ericoides - C. ferruginea - C. frondosa - C. fusca | - C. harlingii - C. helianthemoides - C. hyssopifolia - C. lavandulifolia - C. martinezii - C. microbefaria - C. nivalis - C. odontophylla - C. oxyphylla | - C. pedunculata - C. phaeotricha - C. rosmarinifolia - C. semiconnata - C. sericea - C. serrata - C. spruceana - C. stricta - C. variifolia - C. virgata |

## Toevoegingen
Soorten die vroeger ingedeeld werden in de geslachten Fagelia, Porodittia en Stemotria, zijn tegenwoordig in het geslacht Calceolaria opgenomen. Daarentegen wordt een aantal soorten die vroeger slechts een sectie vormden (Calceolaria sectie Jovellana), tegenwoordig als apart geslacht, Jovellana, erkend.